# Aake Kalliala
Aarne Elis „Aake“ Kalliala (* 5. Oktober 1950 in Heinola) ist ein finnischer Schauspieler.

## Biografie
Aake Kalliala absolvierte sein Schauspielstudium an der Theaterakademie Helsinki. Sein Filmdebüt gab er in einer kleinen Nebenrolle in dem 1979 ausgestrahlten Fernsehfilm Hääyö myytävänä. Hauptsächlich Nebenrollen spielend, war Kalliala seitdem in über 90 Film- und Fernsehproduktionen zu sehen. So spielte er in Filmen wie Hamlet goes Business und Rendel sowie Fernsehserien wie Kotikatu und Poromafia mit. Kalliala sollte eine Rolle im Film Milensäpahoidat, doch die Rolle wurde abgesagt, nachdem er bei einem Unfall verletzt wurde.

## Filmografie (Auswahl)
- 1979: Hääyö myytävänä
- 1987: Hamlet goes Business (Hamlet Liikemaailmassa)
- 1998–2012: Kotikatu (Fernsehserie, 348 Folgen)
- 2012: Road North – Nordwärts (Tie pohjoiseen)
- 2017: Rendel
- 2023: Poromafia (Fernsehserie, acht Folgen)